# Buvilly
Buvilly ist eine französische Gemeinde im Département Jura in der Region Bourgogne-Franche-Comté. Sie gehört zum Arrondissement Dole und zum Poligny. Die Bewohner nennen sich Buvillois.
Die Gemeinde grenzt im Norden an Arbois, im Osten an Pupillin, im Süden an Poligny und im Westen an Grozon.

## Bevölkerungsentwicklung
| Jahr                       | 1962 | 1968 | 1975 | 1982 | 1990 | 1999 | 2006 | 2008 | 2018 |
| Einwohner                  | 290  | 293  | 294  | 319  | 359  | 338  | 354  | 359  | 383  |
| Quellen: Cassini und INSEE |      |      |      |      |      |      |      |      |      |

## Wirtschaft
Die Rebflächen in Buvilly gehören zum Weinanbaugebiet Côtes du Jura.

## Sehenswürdigkeiten
- Kirche Saint-Symphorien